# 5 Órai Újság
5 Órai Újság Három lap is futott ezen a címen a két világháború közt Erdélyben.
- 1. Politikai és közgazdasági napilap Kolozsvárt. 1921. szeptember 20-án indult, 1922. szeptember 10-én szűnt meg. Felelős szerkesztő Székely Béla.

2. Nagyváradi lap Daróczi Kiss Lajos felelős szerkesztésében 1932. okt. 25. és 1933. júl. 30. között. Alcíme szerint „kisemberekért küzdő harcos napilap.”
3. Független politikai napilap Temesvárott. Szerkesztette Franyó Zoltán. 1931. máj. 1-jén indult. A 30. számtól a 6 Órai Újság címet viselte. 1940. december 17-ig jelent meg.